# Hyattville
Hyattville is een plaats (census-designated place) in de Amerikaanse staat Wyoming, en valt bestuurlijk gezien onder Big Horn County.

## Demografie
Bij de volkstelling in 2000 werd het aantal inwoners vastgesteld op 73.

## Geografie
Volgens het United States Census Bureau beslaat de plaats een oppervlakte van 10,5 km², geheel bestaande uit land. Hyattville ligt op ongeveer 1357 m boven zeeniveau.

## Plaatsen in de nabije omgeving
De onderstaande figuur toont nabijgelegen plaatsen in een straal van 68 km rond Hyattville.